# Mörkt vatten (film)
Mörkt vatten är en svensk drama- och thrillerfilm från 2012 i regi av Rafael Edholm. Filmen var Edholms tredje långfilmsregi och i rollerna ses bland andra Helena af Sandeberg, Sverrir Gudnason och Andrzej Chyra.

## Om filmen
Inspelningen ägde rum mellan den 4 oktober och 12 november 2010 på Djurlingsö nära Spillersboda.  Filmmusiken, med text av Edholm och Lanto, framfördes av Elin Lanto.
En ofullständig version av filmen visades 18 november 2010 på Klarabiografen i Stockholm, men den färdiga filmen hade biopremiär 13 juni 2012. Den 17 oktober 2012 utkom den på DVD.

## Handling
Mäklaren Daniel är en karriärist och har siktet inställt på fullt partnerskap i firman han jobbar för. Han tillbringar en passionerad helg tillsammans med sin chefs fru Marie i ett hus som han ska sälja. Väl i huset märker de att de inte är ensamma. Den polske hantverkaren Georg har dröjt sig kvar och blir provocerad av Daniels och Maries relation, deras syn på materiella ting och deras bristande respekt för naturen och livet. Det som skulle bli en passionerad och intim helg utvecklas snabbt till någonting helt annat.

## Rollista
- Helena af Sandeberg – Marie
- Sverrir Gudnason – Daniel
- Andrzej Chyra – George
- Mats Rudal – Magnus
- Mattis Tammisto – Lechkov

## Mottagande
Filmen fick ett övervägande negativt mottagande och har medelbetyget 1,8/5 på Kritiker.se, baserat på femton recensioner. Flera anmälare delade ut sitt lägsta betyg till filmen: Dagens Nyheter, Kommunalarbetaren, Kulturbloggen, Kulturnyheterna, Moviezine, Sydsvenskan, Upsala Nya Tidning och Västerbottens Folkblad. Allra mest positiv var Svenska Dagbladets recensent Jan Söderqvist, som gav filmen en trea i betyg. Övriga recensenter gav filmen tvåor.

## Musik
- "Tie Me Loose" (text: Elin Lanto och Rafael Edholm, musik: Moh Denebi, framförs av Lanto)
- "Forbidden Love" (text: Elin Lanto och Rafael Edholm, musik: Moh Denebi, framförs av Lanto)